# Take Your Mama
Take Your Mama è un singolo del gruppo glam rock statunitense Scissor Sisters, pubblicato nel 2004 ed estratto dal loro eponimo album di debutto Scissor Sisters.

## Tracce
- CD

1. Take Your Mama – 4:32
2. The Backwoods Discotheque, Pt. II – 4:24

- 12"

1. Take Your Mama – 4:32
2. Take Your Mama (Hot Chip remix) – 5:00
3. Take Your Mama (a cappella) – 4:32